# Маргарита Бранденбургская (1453—1509)
Маргарита Бранденбургская (18 апреля 1453 — 27 апреля 1509, Хоф) — третья дочь курфюрста Бранденбурга Альбрехта III и его первой супруги Маргариты Баденской. Аббатиса монастыря клариссинок в Хофе (1476—1490).
С детства предназначалась для монашеской жизни, однако после смерти матери в 1457 году была обручена с Каспаром, пфальцграфом Цвейбрюккена. Помолвка была разорвана из-за серьёзной болезни Маргариты: Маргарита ушла в монастырь, а новой невестой Каспара стала единокровная сестра Маргариты Амалия, дочь Альбрехта III и его второй супруги Анны Саксонской. 
В 1476 стала аббатисой монастыря клариссинок в Хофе, сменив на этом посту Катарину фон Котцау. В 1490 году сложила с себя обязанности аббатисы; в 1499 году повелела составить опись владений, важный источник информации для исследователей истории монастыря.